# Schmidtiana borrei
Schmidtiana borrei är en skalbaggsart som först beskrevs av Conrad Ritsema 1888.  Schmidtiana borrei ingår i släktet Schmidtiana och familjen långhorningar. Inga underarter finns listade i Catalogue of Life.